# Nyctemera lacticinia
Nyctemera lacticinia är en fjärilsart som beskrevs av Pieter Cramer 1779. Nyctemera lacticinia ingår i släktet Nyctemera och familjen björnspinnare. Inga underarter finns listade i Catalogue of Life.

## Bildgalleri

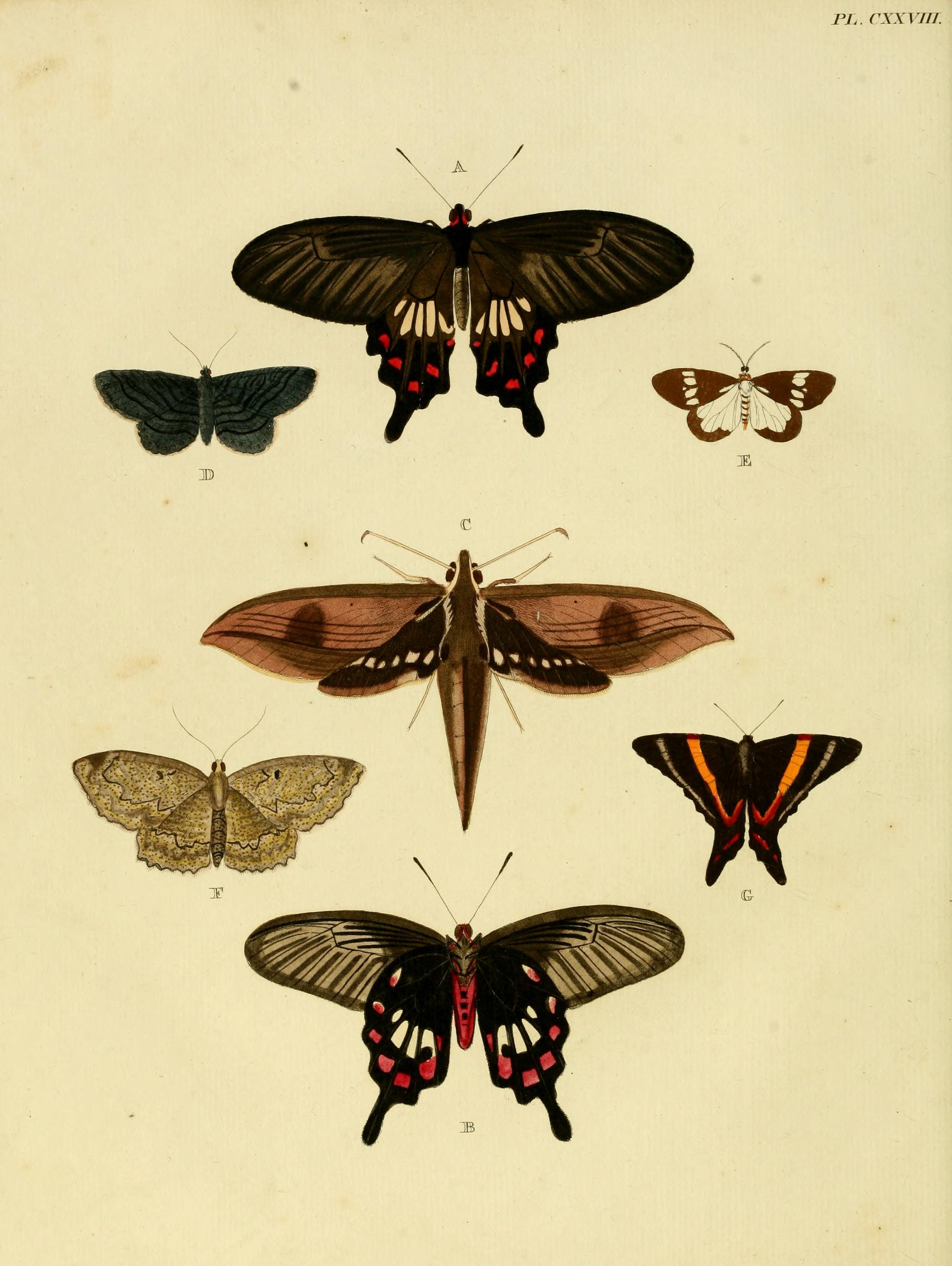
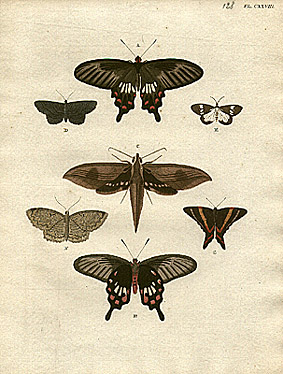
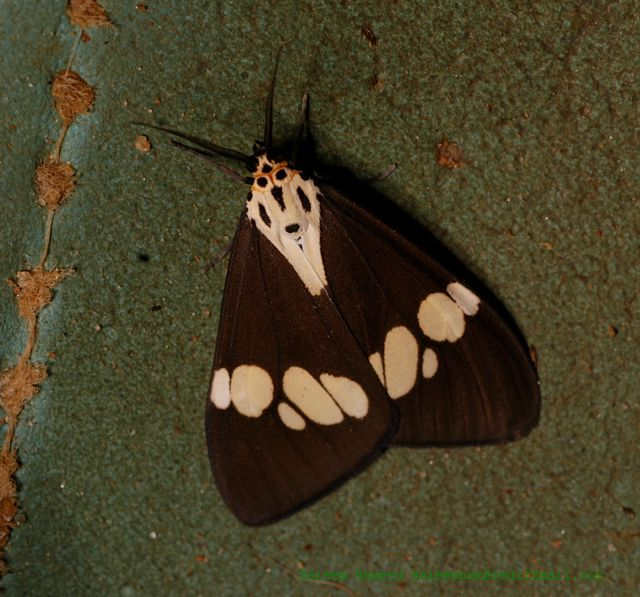